# Willa Sejmik w Kole

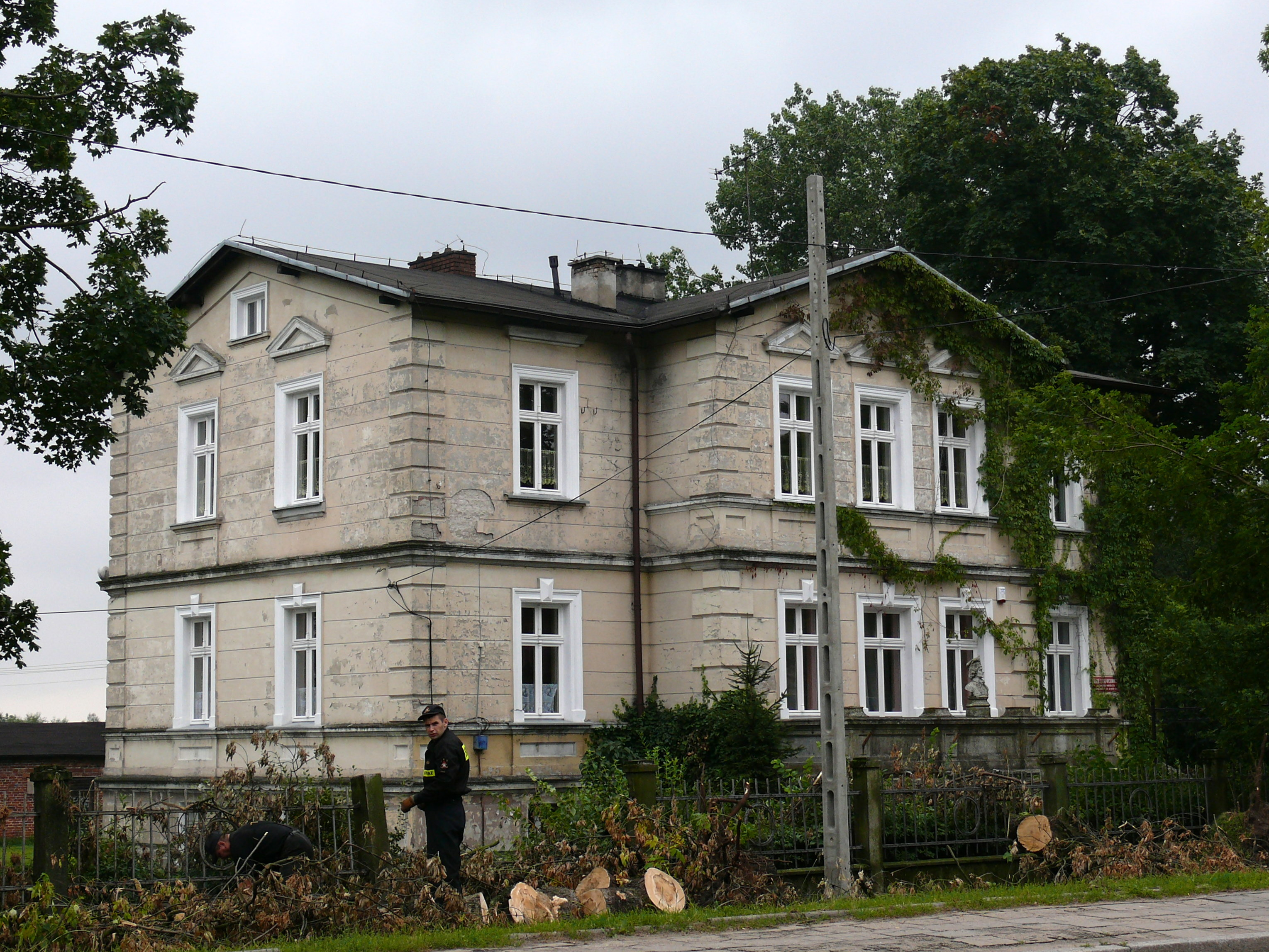
Stan budynku w 2011 roku

Willa „Sejmik” w Kole (czasem nazywana także willą Henryka Fiałkowskiego) – późnoklasycystyczny budynek z przełomu XIX i XX wieku w Kole. Położona jest na terenie osiedla Stare Miasto. 
Willa usytuowana jest przy ul. Mickiewicza 27. Jest to budynek późnoklasycystyczny, zbudowany na planie kwadratu, z cegły. Jest otynkowany i posiada boniowane naroża.
7 maja 1991 roku została wpisana do rejestru zabytków.

## Historia
Budynek powstał w latach 1880–1890, wybudowano go na sztucznym, 3–metrowym wzniesieniu. 
Fundatorem i pierwszym właścicielem willi był hrabia Aleksander Cyprian von Kreutza. Przed I wojną światową budynek nazywany był „willą pod Murżynką (Murzynką)”, nazwa ta pochodziła od rzeźby czarnoskórej kobiety umieszczonej we wnęce na piętrze budynku. 
Od 1921 do 1929 roku willa należała do doktora Henryka Fiałkowskiego, który był budowniczym i pierwszym dyrektorem kolskiego szpitala powiatowego. Od 1929 roku budynek należał do władz powiatu kolskiego i mieściła się tu siedziba sejmiku powiatowego. Wówczas rzeźbę czarnoskórej kobiety zastąpiono popiersiem Tadeusza Kościuszki. 
W latach 1955–1961 była siedzibą Szkoły Podstawowej nr 4. W latach 1980–2017 budynek przeznaczony był na internat Ośrodka Szkolno-Wychowawczego im. Świętego Mikołaja, który do 2017 roku znajdował się po przeciwnej stronie ulicy.  
W 2019 roku budynek został przekazany pod władanie Muzeum Technik Ceramicznych w Kole, a od 2020 roku prowadzone są prace, mające na celu przygotowanie budynku do przeniesienia tam siedziby Muzeum Technik Ceramicznych. W maju 2021 roku kolskie muzeum otrzymało na ten cel od Ministerstwa Kultury, Dziedzictwa Narodowego i Sportu dotację w wysokości 350 tys. złotych. 